# Памидово
Памидово (Шахларе, Царско) е село в Южна България. То се намира в община Лесичово, област Пазарджик.

## География
Памидово е построено върху северните поли на височините Саъджак (Айкън каракая) 431 м височина и Каеджик (Каменна могила) 346 м височина, които са част от Бошулско-Величковските височини. Същевременно селото е разположено от двете страни на Селското дере, приток на р. Тополница (приток на р. Марица), до която разстоянието е 0.5 км. Изложението на Памидово е североизточно. Надморската му височина е 260 м. Памидово е на 15 км от Пазарджик, свързва се чрез шосето през съседното село Динката. Най-близки села на Памидово са Динката което ги дели само р. Тополница, Величково, Карабунар и Щърково.

## История
До 1947 г. селото се е казвало Царско. Със заповед № 5530 на Министерство на народното просвещение от 7 септември 1947 г. селото се преименува на Памидово. Днешното име на селото идва от сорта грозде Памид, който се отглежда там. При строителните работи на избата са намерени керамични парчета от амфори и други съдове, които свидетелстват, че в района е кипял оживен стопански живот още от времето на римо-тракийската епоха.
Като потвърждение на гореизложеното може да се добави, че по поречието на река Тополница, в радиус на 2 километра от предприятието се намират останки от три тракийски селища,
както и жертвеник – олтар от II – III век.
При разкопки от намерените реликви се вижда, че в района от времето на траките се произвежда вино и се продава в пределите на Римската империя.
Този регион – регионът на горна Тракия – притежава изключителна почвено-климатична характеристика за производството на висококачествени червени вина.
Тук автентичните български сортове са Мавруд и Памид,

## Религии
Населението на Памидово е източноправославно.

## Редовни събития
- Събор на селото – 14 октомври – Петковден;

## Личности
Любомир Спасов Недков, Иван Траянов Божков, Насо Иванов Радев

## Други
В селото има едноименен Винпром, съществуващ от 1994 г. който понастоящем (от 2021 г. ) не функционира.

## Галерия
- Река Тополница край Памидово
- Входът към Памидово по моста над р. Тополница
- Читалище „Хр. Ботев“ и църквата (Православен храм „Св. Параскева“) в Памидово
- Изглед към Винарска изба Памидово от Памидовския мост